# Autoroute 405 (Ontario)
L'autoroute 405, aussi appelée General Brock Parkway, est une autoroute du sud-est de l'Ontario, au Canada, située précisément entre Niagara Falls et Niagara-on-the-Lake. D'une longueur d'environ 10 kilomètres, elle est la plus courte des autoroutes de série 400 de l'Ontario après l'autoroute 420.

## Tracé

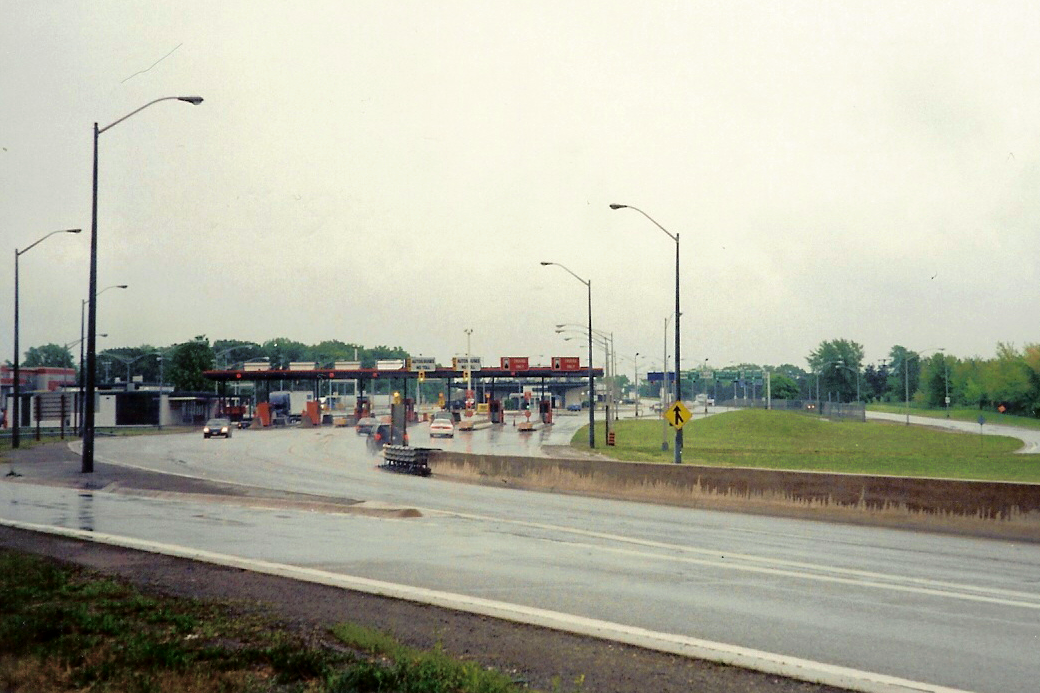
Le poste douanier de l'autoroute 405 vu de l'Ontario.

Débutant à la jonction de la Queen Elizabeth Way, l'autoroute 405 se dirige vers l'est sur la frontière entre Niagara Falls et Niagara-on-the-Lake. Se trouve au kilomètre 5 le seul échangeur de l'autoroute, en direction du centre-ville de Niagara Falls. Quatre kilomètres après l'échangeur, se trouve le poste douanier permettant l'accès aux États-Unis (Plaza). C'est au milieu du Pont Queenston–Lewiston, franchissant la rivière Niagara (frontière canado-américaine) que l'autoroute 405 devient l'Interstate 190 aux États-Unis, permettant un accès à la ville de Buffalo. Par ailleurs, l'autoroute 405 possède quatre voies (deux dans chaque direction) sur toute sa longueur.

## Liste des sorties
L'autoroute 405 ne possède pas de numéros de sortie. Il s'agit donc de valeurs approximatives (*).
| Ville         | km                                                       | #  | Destinations | Notes                                                               |
| ------------- | -------------------------------------------------------- | -- | --- | ------------------------------------------------------------------- |
| Niagara Falls | 0                                                        | 0* | QEW ouest - Saint Catharines, Hamilton, Toronto                                                                            | QEW ouest seulement; sortie directe                                 |
| Niagara Falls | 5                                                        | 5* | Stanley Rd. (Route 102); vers St Paul Rd. (Route 61/Route 105/Route 101) - Niagara Falls centre-ville, Niagara-on-the-Lake | seul échangeur de l'autoroute                                       |
| Niagara Falls | 9                                                        |    | Poste douanier en direction est (vers États-Unis)                                                                          | Le poste est ouvert 24h sur 24 et est ouvert pour toute circulation |
| Niagara Falls | Pont Queenston–Lewinston au-dessus de la rivière Niagara |    | |                                                                     |
| Niagara Falls | 10                                                       |    | Traverse de la frontière; continue en tant que I-190 sud - Niagara Falls (É-U), Buffalo, Érié, Rochester                   | Fin de l'autoroute 405                                              |